# میلیلانی ماکا (هاوایی)
میلیلانی ماکا (به انگلیسی: Mililani Mauka) یک منطقهٔ مسکونی در ایالات متحده آمریکا است که در هاوایی واقع شده‌است. میلیلانی ماکا ۱۰٫۳ کیلومتر مربع مساحت و ۲۱٬۰۳۹ نفر جمعیت دارد و ۲۶۸٫۲۳ متر بالاتر از سطح دریا واقع شده‌است.